# Киевское юридическое общество
Киевское юридическое общество — общественное объединение, образованное при Киевском университете св. Владимира в 1877 году. Его цель — организация исследований в области отечественного права, налаживания связей между юристами, обсуждение научных работ и тому подобное. Членами общества могли быть лица с высшим юридическим образованием, известные правоведческими публикациями, или же такие, которые «принадлежали к судебному ведомству».
В своей деятельности общество руководствовалось уставом, утвержденным министром народного образования 30 октября 1876 года. Общество ежегодно издавало сборник «Труды Киевского юридического общества, состоящего при Императорском университете св. Владимира».
Киевское юридическое общество прекратило свою деятельность в 1917 году после распада Российской империи.
В период Украинской народной республики традиции и исследовательскую деятельность Киевского юридического общества продолжило, созданное в 1917 году при поддержке Центральной Рады, Украинское правовое общество, которое прекратило свое существование после ликвидации УНР.